# Julia Munro
Pour les articles homonymes, voir Munro (homonymie).
Julia Ann Louise Munro (née Campbell) (30 juin 1942-12 juin 2019,) est une enseignante et femme politique canadienne de l'Ontario. Elle est députée provinciale progressiste-conservatrice de la circonscription ontarienne de Durham—York de 1995 à 1999, de York-Nord de 1999 à 2007 et de York—Simcoe de 2007 à 2018.

## Biographie
Né à Hamilton en Ontario, Munro grandit à Toronto et reçoit un Bachelor of Arts de l'université de Toronto. Elle enseigne ensuite l'histoire dans des écoles secondaires de Markham et de Newmarket pendant 24 ans. Chef de département dans une école de la York Region District School Board, elle réside avec sa famille sur une ferme de la région de Sutton (en).
Alors enseignante à la Huron Heights Secondary School (en), elle enseigne au drummer du groupe Barenaked Ladies, Tyler Stewart (en).

## Politique
De 1992 à 1994, elle est présidente de l'Association progressiste-conservatrice de la circonscription de Durham—York.
Élue dans Durham—York en 1995, elle est réélue dans York-Nord en 1999 et 2003 et dans York-Simcoe en 2007, 2011 et en 2014,,.
Munro sert comme assistance parlementaire du premier ministre chargée de promouvoir le bénévolat de 1995 à 1998 et whip du gouvernement de 1999 à 2001.
En 2002, elle présente un projet de loi privé afin de réprimer les usines à chiots. Précédemment, le gouvernement progressiste-conservateur avait défait un projet similaire du libéral Mike Colle qui aurait donné des licences aux éleveurs ainsi que la responsabilité des inspections à la SPCA.
En janvier 2017, elle devient la députée ayant siégé le plus longtemps à l'Assemblée législative de l'Ontario et en mars, annonce ne pas vouloir se représenter en 2018.